# Virididentex acromegalus
Genre
Espèce
Statut de conservation UICN

 LC  : Préoccupation mineure
Le Denté du Cap Vert (Virididentex acromegalus ) est une espèce de poissons marins appartenant à la famille des Sparidae. C'est la seule espèce du genre Virididentex.